# سیارک ۵۲۹۷
سیارک ۵۲۹۷ (به انگلیسی: 5297 Schinkel، نامگذاری:4170T-2) پنج هزار و دویست و نود و هفتمین سیارک کشف شده‌است که در ۲۹ سپتامبر ۱۹۷۳ کشف شد.
قدر مطلق سیارک برابر ۱۳٫۹۰ است.